# Brains-sur-Gée
 Brains-sur-Gée  es una población y comuna francesa, situada en la región de Países del Loira, departamento de Sarthe, en el distrito de La Flèche y cantón de Loué.

## Demografía
| 479 | 420 | 393 | 380 | 430 | 456 |
| Para los censos de 1962 a 1999 la población legal corresponde a la población sin duplicidades (Fuente: INSEE [Consultar]) |     |     |     |     |     |